# 林一新 (晉江)
林一新（1513年—？），字震起，號象川，福建泉州府晉江縣人，民籍，明朝政治人物。

## 生平
嘉靖十六年（1537年）丁酉科福建鄉試第十一名舉人。嘉靖二十六年（1547年）中式丁未科會試第一百名，登第二甲第五十九名進士。工部觀政，授戶部主事，后升任戶部員外郎、江西按察使司佥事，关押拷打犯法的嚴嵩家僮，被升為雲南參議，四十年正月因涉巡抚游居敬案，下御史问。后降任湖广佥事，隆慶二年（1568年）七月升贵州右参议，十月升江西副使。六年七月调任雲南副使，萬曆二年（1574年）正月升雲南右参政，六月升四川按察使，三年正月升雲南右布政使。因不依附張居正，被彈劾年老，令致仕辭職歸鄉。

## 家族
曾祖林良稠；祖父林嶤，歲貢生 封南京戶部主事；父林性之，南京戶部郎中。母陳氏（封安人）。慈侍下。兄德新。弟尚新、思新。子可宗、翰宗、词宗、万宗。